# Charito
Charito (ou Chariton) est une impératrice romaine du IVe siècle, épouse de l'empereur Jovien qui régna entre le 27 juin 363 et le 19 février 364.
Fille de Lucillianus, un officier supérieur ayant servi sous Constance II, Charito devient impératrice lorsque son époux, qui commandait la garde impériale, est désigné comme Auguste après la mort de l'empereur Julien. 
Charito ne semble pas avoir joué de rôle politique durant le très court règne de Jovien. Après sa mort, elle aurait vécu dans la crainte que son fils, Varronianus, ne soit assassiné pour prévenir toute revendication future de sa part.

## Sources
Jean Zonaras est le seul à nommer Charito. Son nom n'apparaît pas dans les Res Gestae d'Ammien Marcellin, l'une des principales sources du règne de Jovien, qui donne cependant certaines indications sur sa biographie.
Timothy Barnes considère son absence du récit d'Ammien comme reflétant son manque d'influence politique. Barnes note ainsi qu'Ammien ne nomme pas non plus Albia Dominica, épouse de Valens, dont l'influence était également limitée.
Charito fut également identifiée par Louis-Sébastien Le Nain de Tillemont comme l'une des impératrices mentionnées dans la « Lettre à une jeune veuve » de Jean Chrysostome.

## Biographie

### Famille
Selon Ammien et Zosime, Charito est la fille de Lucillianus, un officier supérieur romain ayant servi sous le règne de Constance II, qui pourrait être originaire de Sirmium dans la province de Pannonie. Lucillianus s'est notamment illustré au cours de sa carrière en commandant les forces romaines contre l'Empire sassanide en 350. Lucillianus fut aussi chargé d'accompagner le César Gallus dans son dernier voyage vers la cour impériale de Mediolanum avant son arrestation et sa condamnation à mort en 354. Lors de la proclamation de Julien comme empereur, Lucillianus reste loyal à Constance. Chargé de la défense de l'Illyrie, il est enlevé dans son sommeil et  renvoyé de l'armée après avoir refusé de rendre hommage au nouvel empereur. Rappelé par son gendre Jovien après l'accession de ce dernier au pouvoir, Lucillianus est chargé d'établir la souveraineté du nouvel empereur sur les provinces occidentales et meurt en Gaule en 363 au cours d'une mutinerie. 
Charito est l'épouse de Jovien, un officier chrétien, fils de Varronianus. Son beau-père, né à Singidunum en Mésie, est tribun des Joviens et comte des domestique. Il se retire de la vie militaire sous le règne de Julien.
Charito eut au moins un fils de son mariage avec Jovien, portant même le même nom que son beau-père, Varronianus. Ce dernier sera consul en 364 en même temps que son père. Philostorge est la seule source à prêter un deuxième fils à Jovien, mais celui-ci n'est pas nommé.
Jean-Philippe René de La Bleterie, auteur d'une Vie de Jovien, considère Charito comme étant chrétienne comme son époux.

### Impératrice

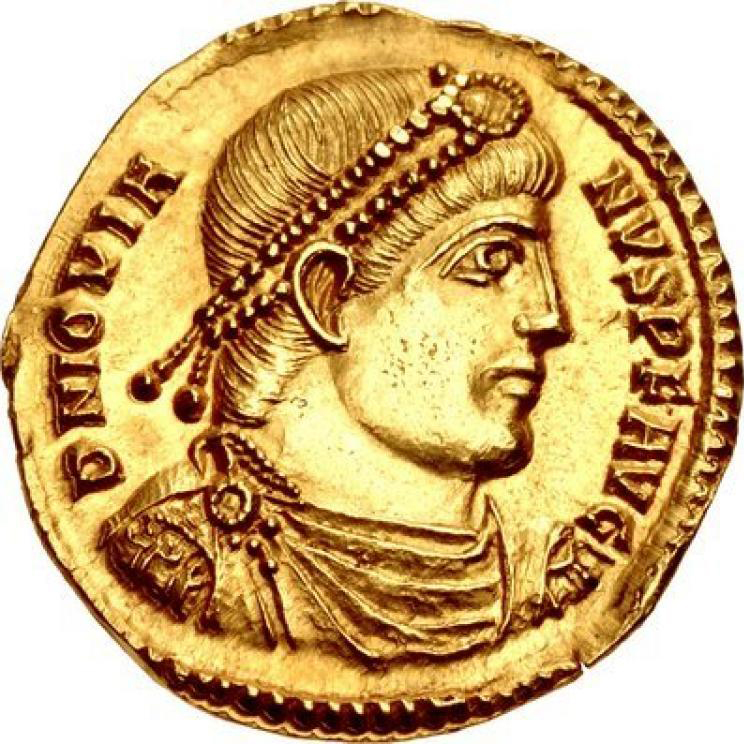
Solidus de l'empereur Jovien, époux de Charito.

Au printemps 363, l'empereur Julien entre en campagne contre les Sassanides à la tête d'une armée de plus de 50 000 hommes. De nombreux officiers se trouvent à ses côtés parmi lesquels Jovien, commandant de la garde impériale. Charito ne l'accompagne pas durant l'expédition selon Jean Zonaras. 
Après avoir échoué à prendre Ctésiphon, la capitale de l'Empire sassanide, Julien ordonne la retraite. Harcelés par les Perses, les Romains sont contraints de livrer bataille à Samarra dans le Nord de la Mésopotamie le 26 juin. L'empereur Julien est blessé par une lance et meurt le soir même. Ses généraux se réunissent le lendemain pour lui désigner un successeur. Ceux-ci se déchirent entre anciens généraux de Julien, ayant combattu avec lui en Gaule comme Dagalaiphus et Nevitta, et généraux chrétiens ayant servi l'empereur Constance II comme Arinthaeus et Victor. Après s'être accordés pour désigner le préfet du prétoire Secundus Salutius, qui refuse de revêtir la pourpre, les généraux proclament Jovien empereur. Son épouse, Charito, devient de facto la nouvelle impératrice. 
Après avoir négocié un traité de paix humiliant avec les Sassanides, qui assure à l'armée romaine de pouvoir quitter le territoire perse sans être annihilée, Jovien se met en route vers Constantinople. Le nouvel empereur et son fils, « encore presque au berceau », sont désignés consuls pour l'année 364. Selon Ammien, Varronianus était présent à Ancyre le 1er janvier aux côtés de son père pour inaugurer leur consulat. Selon Themistius, Charito s'y serait également trouvée à cette occasion. L'empereur aurait appris à cette occasion le meurtre de son beau-père Lucillianus en Gaule. 
Selon Jean Zonaras au contraire, Charito et Jovien ne se seraient jamais rencontrés durant le règne de ce dernier. Une nuit entre le 16 et le 19 février 364, Jovien meurt sur le chemin de sa capitale à Dadastana en Bythinie pour des raisons débattues par les historiens antiques. Ammien, par exemple, compare sa mort à celle de Scipion Émilien et semble avoir soupçonné un meurtre.

### Veuve
Jean Zonaras affirme que Charito, ayant perdu son père quelques mois plus tôt, se rendait aux devants de son époux sur la route de Constantinople lorsqu'elle rencontra son cortège funèbre. Charito aurait par la suite vécu dans la crainte constante d'un assassinat de son fils Varronianus ; assassinat qui aurait eu pour but de prévenir de sa part toute revendication future. 
Selon Louis-Sébastien Le Nain de Tillemont, Varronianus aurait eu par la suite les yeux crevés, ajoutant aux craintes de Charito pour la vie de son fils. L'historien se fonde sur deux écrits de Jean Chrysostome, qui ne mentionnent pas explicitement l'impératrice, mais pourraient se rapporter à elle selon ses déductions : le quinzième commentaire sur l'épître de Saint Paul de Jean Chrysostome mentionne ainsi le fils d'un prince « empoisonné », « dont la santé était une menace pour l'avenir [et qui] se vit arracher les yeux, sans avoir mérité ce supplice », tandis que sa « Lettre à une jeune veuve », écrite vers 380, évoque une ancienne impératrice qui, « [ayant] un fils orphelin, tremble d'inquiétude à l'idée que l'un de ceux qui sont au pouvoir, redoutant ce qui pourrait arriver dans l'avenir, ne l'assassine »,. 
Edward Gibbon fait aussi sienne cette interprétation dans son Histoire de la décadence et de la chute de l'Empire romain : 

« On transporta le corps de Jovien à Constantinople, dans les tombeaux de ses prédécesseurs. Chariton, son épouse, et fille du comte Lucillien, rencontra sur sa route cette lugubre procession. Elle pleurait encore la mort violente de son père, et se flattait de sécher ses larmes dans les embrassements d'un époux revêtu de la pourpre. Les angoisses de la tendresse maternelle vinrent ajouter encore à sa douleur et à ses regrets. Six semaines avant la mort de l'empereur, son fils avait été placé, quoique enfant, dans la chaise curule, honoré du nobilissime et des vaines consolations du consulat. Trop jeune pour connaître la fortune, ce fut seulement aux soupçons inquiets du gouvernement qu'il put se rappeler qu'il était fils d'un empereur. À l'âge de seize ans il vivait encore, mais on lui avait déjà fait perdre un œil ; et sa malheureuse mère tremblait à tout moment qu'on ne vînt arracher de ses bras cette victime innocente, pour tranquilliser, par sa mort, la méfiance du prince régnant. »

Après sa mort, Charito est enterrée aux côtés de son époux dans l'église des Saints-Apôtres de Constantinople selon Jean Zonaras.